# Où (digramme)
Cette page contient des caractères spéciaux ou non latins. S’ils s’affichent mal (▯, ?, etc.), consultez la page d’aide Unicode.
Où (minuscule où) est un digramme de l'alphabet latin composé d'un O et d'un U accent grave (Ù).

## Linguistique
- En français, le digramme « où » est utilisé pour noter le son [u]. Il n'est présent que dans le mot « où ». Le U accent grave (Ù) n'étant utilisé en français que dans ce mot, cette lettre n'est jamais utilisée seule.
- En breton, le digramme « où » est utilisé dans le suffixe de pluriel -où pour représenter globalement plusieurs prononciations locales différentes dont [u], [o], [øy].

## Représentation informatique
Comme pour la majorité des digrammes, il n'existe aucun encodage du « où » sous la forme d'un seul signe. Il est toujours réalisé en accolant les lettres O et Ù,.